# Juanacatlán (Tapalpa)
Juanacatlán es una localidad del estado mexicano de Jalisco. Es parte del municipio de Tapalpa.

## Toponimia
El nombre «Juanacatlán» proviene de los términos en náhuatl: xonacatl, cebolla; tlan, lugar de abundancia. Su significado es «Lugar donde abundan las cebollas».

## Demografía
| Gráfica de evolución demográfica |
|                                  |

| Censo | Población |
| ----- | --------- |
| 1900  | 594       |
| 1910  | 373       |
| 1921  | 486       |
| 1930  | 500       |
| 1940  | 755       |
| 1950  | 844       |
| 1960  | 798       |
| 1970  | 952       |
| 1980  | 1 289     |
| 1990  | 1 842     |
| 2000  | 2 243     |
| 2010  | 3 016     |
| 2020  | 3 944     |